# Банешти (Арад)
Банешти (рум. Bănești) насеље је у Румунији у округу Арад у општини Халмађу. Oпштина се налази на надморској висини од 280 m.

## Становништво
Према подацима из 2002. године у насељу је живело 265 становника, од којих су сви румунске националности.